# Ольховка (Алтайский край)
Ольховка — упразднённое село в Табунском районе Алтайского края. Находилось на территории Большеромановского сельсовета. Точная дата упразднения не установлена.

## География
Располагалось в 9 км к юго-западу от села Карпиловка.

## История
Основано в 1909 году. В 1928 году посёлок Ольховка состоял из 86 хозяйств. В составе Григорьевского сельсовета Славгородского района Славгородского округа Сибирского края.

## Население
В 1928 году в посёлке проживало 435 человек (216 мужчин и 219 женщин), основное население — украинцы.